# 長吻骨鰃
長吻骨鰃為輻鰭魚綱金眼鯛目金鱗魚亞目金鱗魚科的其中一種，分布於印度洋的莫三比克、留尼旺、模里西斯及太平洋的琉球群島、夏威夷群島、大溪地島等海域，棲息深度146-400公尺，體長可達32公分，棲息在大陸坡，可做為食用魚。

## 擴展閱讀
維基物種上的相關：長吻骨鰃